# Paullinia pilonensis
Paullinia pilonensis är en kinesträdsväxtart som beskrevs av T.B. Croat. Paullinia pilonensis ingår i släktet Paullinia och familjen kinesträdsväxter. Inga underarter finns listade i Catalogue of Life.